# 1965 v hudbě
Tento článek obsahuje události související s hudbou, které proběhly v roce 1965.

## Založené skupiny
- Pink Floyd
- The Cowsills
- Greenhorns

## Vydaná alba
- The 4 Seasons Entertain You – The 4 Seasons
- A Love Supreme – John Coltrane
- A Song Will Rise – Peter, Paul and Mary
- A World of Our Own – The Seekers
- The All Seeing Eye – Wayne Shorter
- An Evening with Ornette Coleman – Ornette Coleman
- The Angry Young Them – Them
- Animal Tracks – The Animals
- Art Forms of Dimensions Tomorrow – Sun Ra
- Ascension – John Coltrane
- At The Golden Cirle Vol. 1 & 2 – Ornette Coleman
- Baby Don't Go – Sonny and Cher
- Beach Boys' Party! – The Beach Boys
- The Beach Boys Today! – The Beach Boys
- Beatles '65 – The Beatles
- Beatles VI – The Beatles
- Bert Jansch – Bert Jansch
- Bringing It All Back Home – Bob Dylan
- Bleeker & MacDougal – Fred Neil
- Blue Kentucky Girl – Loretta Lynnová
- Blues, Songs and Ballads – Tom Rush
- By Myself – Julie London
- Celebrations For a Grey Day – Richard Farina a Mimi Farina
- Chappaqua Suite – Ornette Coleman
- Come My Way – Marianne Faithfull
- Complete Communion – Don Cherry
- Cornbread – Lee Morgan
- Country Willie: His Own Songs – Willie Nelson
- Creation – John Coltrane
- December's Children (And Everybody's) – The Rolling Stones
- Do You Believe In Magic – The Lovin' Spoonful
- Doris Day's Sentimental Journey – Doris Day
- Downtown – Petula Clark
- The Early Beatles – The Beatles
- Ella at Duke's Place – Ella Fitzgerald a Duke Ellington
- Ella in Hamburg – Ella Fitzgerald
- Elvis for Everyone – Elvis Presley
- E.S.P. – Miles Davis
- Ev'rything's Coming Up Dusty – Dusty Springfield
- Fairy Tale – Donovan
- Farewell, Angelina – Joan Baez
- Feeling Good – Julie London
- Fiddler On The Roof – Original Soundtrack
- Fifth Album – Judy Collins
- Fire Music – Archie Shepp
- For Your Love – The Yardbirds
- The Four Tops Second Album – The Four Tops
- Fresh Berry's – Chuck Berry
- The Fugs First Album – The Fugs
- The Gigolo – Lee Morgan
- Girl Happy – Elvis Presley
- Gleanings – John Coltrane
- Going Places – Herb Alpert and the Tijuana Brass
- Going To A Go–Go – Smokey Robinson and the Miracles
- The Great Otis Redding Sings Soul Ballads – Otis Redding
- Hang On Sloopy – The McCoys
- Harum Scarum Soundtrack – Elvis Presley
- Having a Rave Up with The Yardbirds – The Yardbirds
- The Heliocentric Worlds of Sun Ra, Volume 1 – Sun Ra
- The Heliocentric Worlds of Sun Ra, Volume 2 – Sun Ra
- Help! – The Beatles
- Here Are the Sonics – The Sonics
- Here Comes the Whistleman – Rahsaan Roland Kirk
- Herman's Hermits On Tour – Herman's Hermits
- Highway 61 Revisited – Bob Dylan
- Hold On! – Herman's Hermits
- Hoodoo Man Blues – Junior Wells Chicago Blues Band
- How Sweet It Is (To Be Loved By You) – Marvin Gaye
- I Ain't Marching Anymore – Phil Ochs
- I Know a Place – Petula Clark
- I Put a Spell on You – Nina Simone
- Infinity – Lee Morgan
- Introducing Herman's Hermits – Herman's Hermits
- Introducing The Beau Brummels – The Beau Brummels
- Jackson C. Frank – Jackson C. Frank
- The John Coltrane Quartet Plays – John Coltrane
- Kinda Kinks – The Kinks
- The Kink Kontroversy – The Kinks
- Kinks Kinkdom – The Kinks
- Kinks Size – The Kinks
- Kirk's Works – Rahsaan Roland Kirk
- Kulu Se Mama – John Coltrane
- Live at The Plugged Nickel – Miles Davis
- Live at the Regal – B.B. King
- Live at the Tivoli – Ornette Coleman
- Live In Paris – John Coltrane
- Live in Seattle – John Coltrane
- Living Space – John Coltrane
- Look at Us – Sonny and Cher
- L.O.V.E – Nat King Cole
- The Magic City – Sun Ra
- The Magnificent Moodies – The Moody Blues
- Maiden Voyage – Herbie Hancock
- Mann Made – Manfred Mann
- Maria Bethânia – Maria Bethânia
- Marianne Faithfull – Marianne Faithfull
- Mary Poppins – Original Soundtrack
- Meditations – John Coltrane
- Meet The Vogues – The Vogues
- Mr. Tambourine Man – The Byrds
- My Fair Lady – Original Soundtrack
- My Generation – The Who
- My Name Is Barbra – Barbra Streisand
- My Name Is Barbra, Two... – Barbra Streisand
- New Thing at Newport – John Coltrane a Archie Shepp
- No Living Without Love – Manfred Mann
- Nothing But the Truth – Rahsaan Roland Kirk
- Odetta Sings Dylan – Odetta
- Om – John Coltrane
- On This Night – Archie Shepp s Bobby Hutchersonem
- The One in the Middle – Manfred Mann
- Ooooooweeee!!! – Dusty Springfield
- Orbisongs – Roy Orbison
- Otis Blue – Otis Redding
- Otis Redding Sings Soul – Otis Redding
- Our Fair Lady – Julie London
- Our Shining Hour – Sammy Davis, Jr.
- Out of Our Heads – The Rolling Stones
- Papa's Got a Brand New Bag – James Brown
- Pastel Blues – Nina Simone
- The Paul Butterfield Blues Band – The Paul Butterfield Blues Band
- The Paul Simon Song Book – Paul Simon
- People Get Ready – The Impressions
- Petula Clark Sings The World's Greatest International Hits – Petula Clark
- The Pretty Things – Pretty Things
- The Real Folk Blues – Muddy Waters
- Recorded Live on Stage – The 4 Seasons
- The Return of Rock – Jerry Lee Lewis
- Rip Rig & Panic – Rahsaan Roland Kirk
- The Rolling Stones No. 2 – The Rolling Stones
- The Rolling Stones, Now! – The Rolling Stones
- Roustabout – Elvis Presley
- Roy Head and the Traits – Roy Head a The Traits
- Rubber Soul – The Beatles
- The Rumproller – Lee Morgan
- The Scene Changes – Perry Como
- Sammy's Back on Broadway – Sammy Davis, Jr.
- See What Tomorrow Brings – Peter, Paul and Mary
- Selflessness: Featuring My Favorite Things – John Coltrane
- The Sensitive Sound of Dionne Warwick – Dionne Warwick
- Skip James Today! – Skip James
- Slightly Latin – Rahsaan Roland Kirk
- Smokin' at the Half Note – Wynton Kelly and Wes Montgomery
- Soul Dressing – Booker T and the M.G.s
- The Sound of Music – Original Soundtrack
- The Sound of Music – Richard Rodgers
- The Sound of the Shadows – The Shadows
- Stan Getz and Bill Evans – Stan Getz and Bill Evans
- Strangers – Merle Haggard
- Storm Warning! – Dick Morrissey Quartet
- Summer Days (and Summer Nights!!) – The Beach Boys
- Take It Easy – The Walker Brothers
- The Temptations Sing Smokey – The Temptations
- Temptin' Temptations – The Temptations
- There Is Only One Roy Orbison – Roy Orbison
- To the Beat of a Different Drummer – John Coltrane(Jazz)
- Tom Rush – Tom Rush
- The Transfiguration of Blind Joe Death – John Fahey
- Turn! Turn! Turn! – The Byrds
- Under Milk Wood – Stan Tracey(Jazz)
- Unity – Larry Young
- Universal Soldier – Donovan
- What's Bin Did and What's Bin Hid – Donovan
- Whipped Cream & Other Delights – Herb Alpert and the Tijuana Brass
- Who's Crazy Vol. 1 & 2 – Ornette Coleman(Jazz)
- Wooly Bully – Sam the Sham a The Pharaohs
- The Zombies – The Zombies

## Hity
- domácí

- zahraniční
- Byrds – Mr. Tambourine Man
- Byrds – Turn! Turn! Turn!
- Beatles – Ticket To Ride
- Beatles – Help
- Beatles – Yesterday
- Rolling Stones – (I Can’t Get No) Satisfaction
- Rolling Stones – The Last Time
- Kinks – Tired Of Waiting For You
- Yardbirds – For Your Love
- Animals – We’ve Gotta Get Out Of This Place
- Hollies – I'm Alive
- Manfred Mann – If You Gotta Go, Go Now
- Herman's Hermits – Mrs. Brown You’ve Got A Lovely Daughter
- Dave Clark Five – Catch Us If You Can
- Gary Lewis And The Playboys – This Diamond Ring
- McCoys – Hang On Sloopy
- Beach Boys – Help Me Rhonda
- Young Rascals – Good Lovin’
- Four Tops – I Can’t Help Myself
- Temptations – My Girl
- James Brown – I Got You (I Feel Good)
- Tom Jones – It's Unusual

## Hudební filmy
- Help, kde hrají The Beatles
- Kdyby tisíc klarinetů, tvůrci: Suchý,Šlitr
- Dobře placená procházka, tvůrci: Suchý,Šlitr